# Carl Friedrich (Christian) Fasch

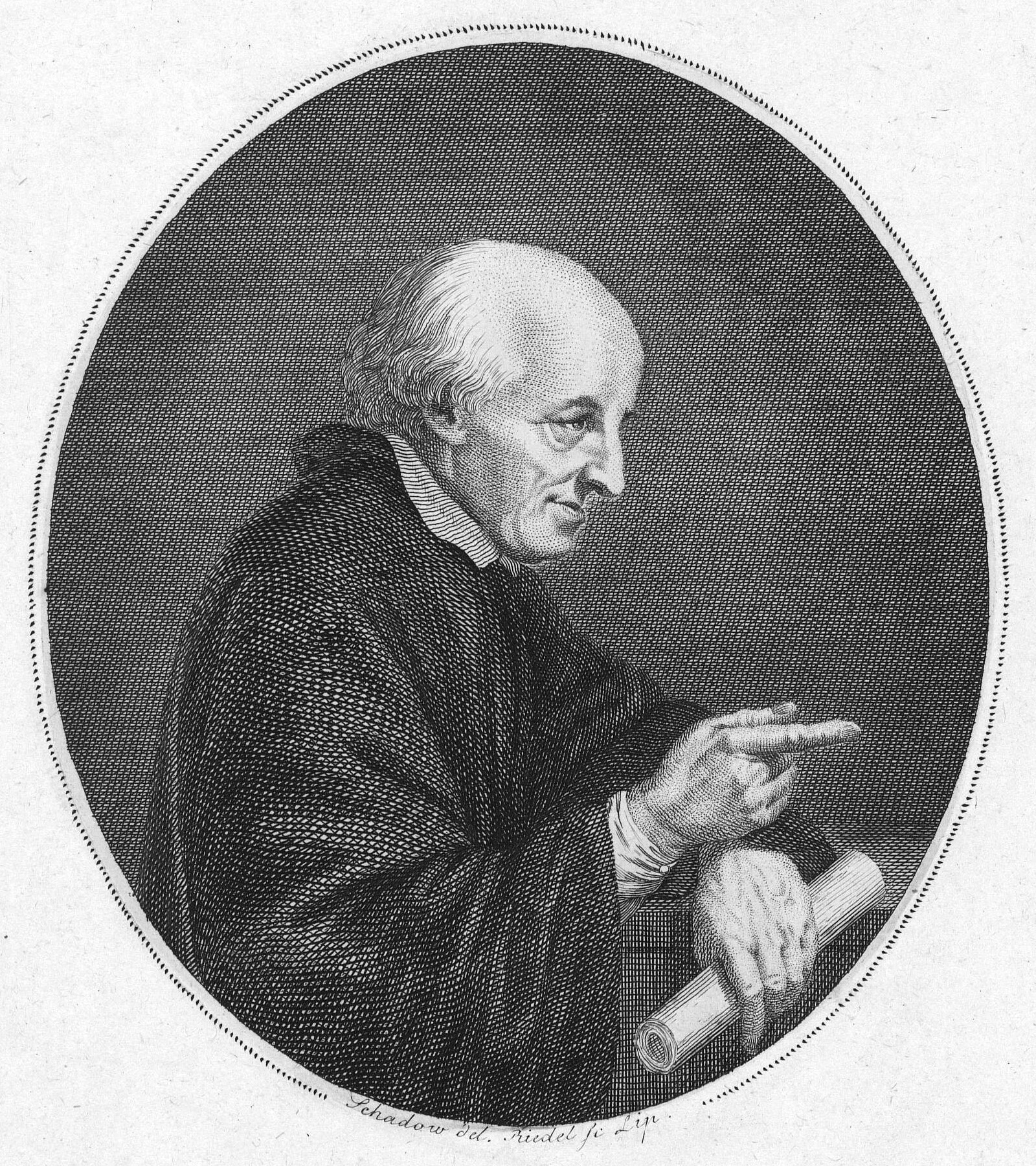
Carl Friedrich Christian Fasch

Carl Friedrich (Christian) Fasch (Zerbst, 18 september of november 1736 - Berlijn, 3 augustus 1800), was een in het Duitse Zerbst geboren componist en klavecimbelspeler.
Carl Friedrich kreeg muziekles van zijn vader Johann Friedrich Fasch. In 1756 werd hij aangesteld als 2de klavecimbelspeler aan het hof van Frederik de Grote. Hij was dirigent van de hofopera in Berlijn van 1774 - 1776. In 1791 richtte hij de Berliner Singakademie op, de koorvereniging waarvan hij tot zijn dood dirigent was.
Enkele van zijn composities:
- Het oratorium Giuseppe riconosciuto
- Een mis voor 16 stemmen.
- Cantates.
- Psalmen en andere kerkmuziek.
- Enkele instrumentale composities.

- Biblioteca Nacional de España: XX5534080
- Bibliothèque nationale de France: cb14408771s (data)
- Gemeinsame Normdatei: 119116510
- International Standard Name Identifier: 0000 0000 8079 6547
- Library of Congress Control Number: n84075853
- Nationale Bibliotheek van Letland: 000139496
- MusicBrainz: cfbf2ef0-2a80-4c83-848f-080890606ea5
- Nationale Bibliotheek van Tsjechië: jx20060823001
- Nationale Bibliotheek van Israël: 987007290053205171
- Nederlandse Thesaurus van Auteursnamen: 140312838
- SNAC: w6v12gqw
- Système universitaire de documentation: 151823413
- Virtual International Authority File: 504149294225780521138